# تل سنان
تل سنان (به عربی: تل سنان) یک روستا در سوریه است که در ناحیه مرکزی سلمیه واقع شده‌است. تل سنان ۱٬۰۶۱ نفر جمعیت دارد.